# テン・リングス
テン・リングス（Ten Rings）は、マーベル・コミックに登場する架空の指輪。
アイアンマンの宿敵であるマンダリンが行使する武器として知られる。

## 概要
マンダリンが中国の“バレー・オブ・スピリッツ”で回収した惑星“マクル－Ⅳ”の宇宙船の残骸から発見・入手した10個の指輪。本来は、マクル－Ⅳに住む“マクル人”が主に星間宇宙船のエンジンの動力源として使っていたもので、その機能は現在の地球科学では説明できない。
マンダリンによる長年の研究・改良によって、これら10個の指輪はマンダリンと精神的に結合した。そのため、各指輪の力が増強され、マンダリン自身の精神にのみ反応するようになっているため、基本的にマンダリン以外の者が指輪の力を使うことはできないが、彼が承認した者であれば力の一部を行使できる。指輪が盗まれるなどの理由でマンダリンの下から離れたとしても、マンダリンが遠く離れた場所からでもリングを操作できるため、自動的にマンダリンのもとにテレポートして戻ってくる。また、10個の指輪は各々が固有の特殊能力を発揮する。
これら全てを両手の指にはめたマンダリンは、その強大で多彩な特殊能力を用いて、手始めにバレー・オブ・スピリッツの村々を支配下に置くと、次に中国全土、そして世界へ向けて支配を広げようと計画した。

### 特殊能力
※ リングの名称横の括弧内が能力名

#### 左手のリング
ゼロ（アイスブラスト）
小指の白い指輪。敵に衝撃を与える寒波を放出したり、周囲の空気を凍らせ、対象物の温度を絶対零度近くまで低下させることができる。
ザ・ライアー（メント・インテンシファイア）
薬指にはめる橙色の指輪。マンダリンの精神的エネルギーを強化し、3m以内にいる人物を精神的に操れる。
ライトニング（エレクトロブラスト）
中指にはめる青灰色の指輪。装着者が決めた量の電気ブラストを放出し、敵の動きを封じる。出力の上限は不明。
インカンデスンス（フレイムブラスト）
人差し指にはめる山吹色の指輪。赤外線を生成・放出し、空気の分子に点火して炎を放つ。出力の上限は不明。
デイモニック（ホワイトライト）
親指にはめる水色の指輪。電磁スペクトルを操り、レーザー光線や重力光線、放電エネルギーなど、さまざまな種類のエネルギーを放つ。

#### 右手のリング
ナイトブリンガー（ブラックライト）
小指にはめる紺色の指輪。周囲を完全な闇の領域で包み込み、領域内にある全ての可視光線を吸収する。強力な異次元エネルギーである“ダークフォース”にアクセスすることも可能。
スペクトラル（ディスインテグレーション・ビーム）
薬指の赤い指輪。原子・分子間の結合を破壊し、物体の凝集力を崩壊させる光線を放つ。再使用時には20分のエネルギーチャージが必要である。
スピン（ボルテックス・ビーム）
中指にはめる青緑色の指輪。空気を高速回転させて作り出した空気渦で、敵を直接攻撃するほか、物体を浮かせたり、装着者に空気渦を身にまとせて飛行させることも可能。
インフルエンス（インパクト・ビーム）
人差し指の黄色い指輪。TNT爆薬の約350ポンド分の衝撃効果を持つ光線を放つ。また、浴びせた相手に脳震盪を引き起こす強烈な音波振動や、物体を引き寄せたり跳ね返したりできる電磁波も発生させる。
リメーカー（マター・リアレインジャー）
親指にはめる緑の指輪。物質構造の原子や分子の配列を改変し、その動きの加減速を操作して、あらゆる物体を個体・液体・気体に変化させる。

## MCU版
マーベル・シネマティック・ユニバース（MCU）では、アイテムとしてのテン・リングスと、その名から由来する犯罪組織としてのテン・リングスの双方が登場する。
本項は、“アース616”（正史の宇宙）におけるテン・リングスを主軸として表記する

### テン・リングス（腕輪）
10個ワンセットで構成される神秘的な功夫環。現時点でその製作の経緯は一切不明だが、これを片前腕に5個ずつ装着した者は不老不死の命を得られ、装着者の意思による巧みな遠隔操作で任意の数のリングを腕から射出し引き戻すだけでなく、腕から離れた5個のリングで形成した一筋のエネルギーを鞭のように振るってバリヤー生成・直接殴打・相手の捕縛・ブーメランの様に投擲といった多彩な攻撃に加え、足元にリングを射出することで装着者を長跳躍させるなど、想像を絶する超常的なパワーを発揮する武器として駆使できる。その物理的な攻撃力は、“ター・ロー”に存在する“ダーク・ゲート”や、“ドウェラー・イン・ダークネス”をも破壊・撃破可能であるほど非常に高い。装着者によって駆使した際に発する光の色とエネルギーの形状は異なり、シュー・ウェンウーが駆使すると紫がかった青で発光し、鋭い雷のようなエネルギーが迸るが、イン・リーやシュー・シャン・チーが駆使すると金色に輝き、帯のようなエネルギーが流れる。
中世時代にこれを入手したウェンウーは、このリングによって1000年の時を年老いることなく生きてきた。現代においてウェンウーがリーとの結婚生活の謳歌を決めると、彼はこれを手放し、屋敷の宝物庫に数年間死蔵された。しかし、リーが非業の死を遂げた一件が遠因で再びウェンウーの両腕に戻った。
そして2024年の清明節の日に、ター・ローを巡る戦いで、ウェンウーと対決することになったシャン・チーも父の腕から離れたこのリングを操ることに成功。その直後にドウェラー・イン・ダークネスを解き放ってしまったウェンウーの手からシャン・チーに託され、以降はシャン・チーがリングの所有者になる。
また、シャン・チーがこれをはめて初使用すると、リングから何らかのメッセージ/信号が発信され、それを“カマー・タージ”で察知したとウォンは語っており、そのメッセージに関する内容もまだ明らかになっておらず、膨大な数の人工物の記録を保管している“サンクタム・サンクトラム”にすらこのリングの記録はないなど、未だに謎多きアイテムである。

### テン・リングス（組織）

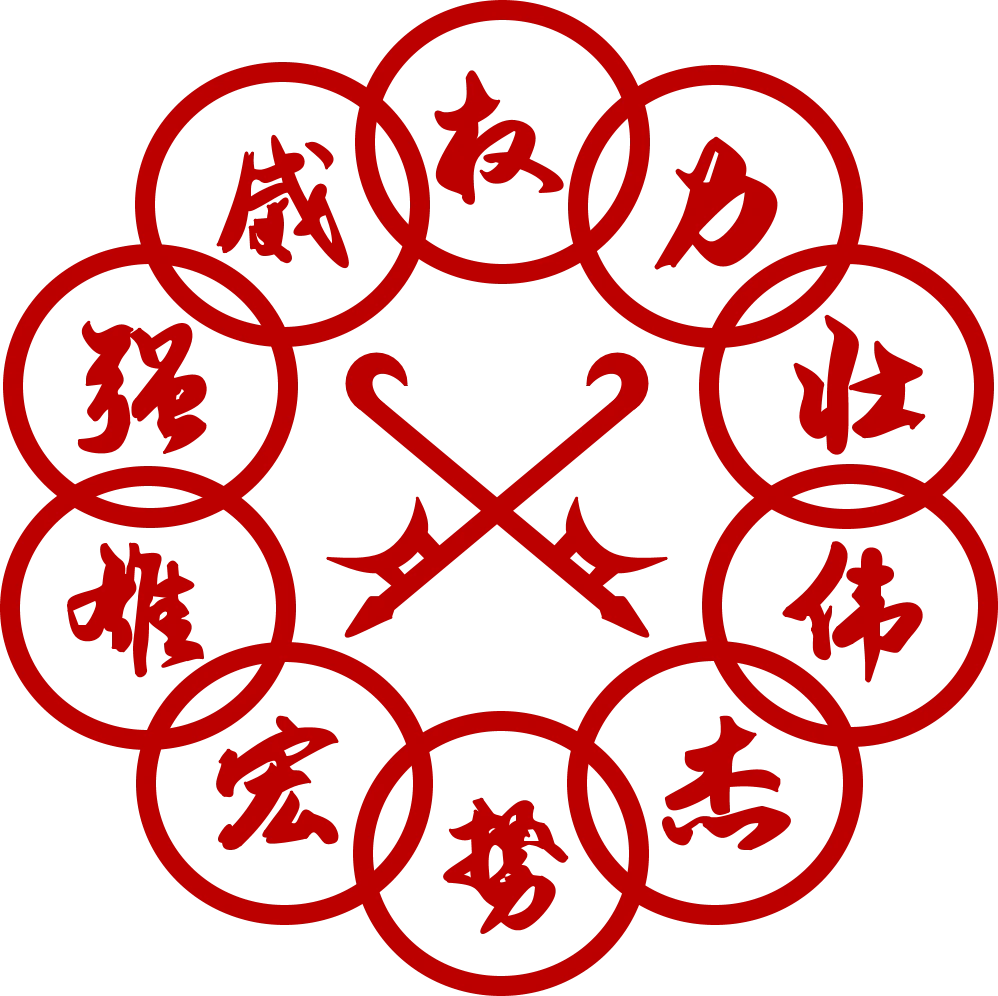
旗章

現代から1000年前、シュー・ウェンウーが率いた軍隊を前身とし、彼が愛用するリングの名をそのまま組織名にあてて創設された犯罪組織。漢字一文字が書かれた10個の輪が、交差する2本の鈎を囲う絵図を組織の旗章とする。
各地に構えられた支部が独立した組織ではあるが、世界の覇者になることを目指すウェンウーの指導の下、誘拐、強奪、要人及び民間人攻撃などのテロ活動を展開し、数世紀をかけてあらゆる国家や政府を転覆してきた。
ウェンウーがリーとの結婚生活の謳歌を決意したことで数年間活動停止状態となったが、ウェンウーがリーを喪うと活動が再開され、超人たちが次々と登場し始めた21世記の現代においても、随所で暗躍する。

#### 『ホワット・イフ...?』版
現在のところ、“アース32938”にテン・リングス（組織）の存在が描写され、正史と同様にテロ組織として活動する。

#### 本部・支部
本部
人里離れたアジアの岩山に構えられたテン・リングス（組織）の本拠の宮殿。組織が創設されて以降、この施設は何千年もの間、時代に合わせた設備も取り込みながら本部として機能し、何世代にもわたる兵士や暗殺者たちを訓練してきた。
書斎
ウェンウーの執務室で、室内の棚にはター・ローに関する情報などが書かれた巻物や書物が多数置かれている。
屋敷
ウェンウーが妻子と過ごした邸宅。食卓や幼少期のシャン・チーが訓練で拳を何度も打ち付けた木製の柱が立つ部屋は、今でも残っている。
リーの仏壇
宮殿の一角に備えられた礼拝設備。その脇にある彫刻で覆われた壁面の間にある龍の彫刻の眼窩にあたる部分に、シャン・チーとシャーリンが持つペンダントを1個ずつはめ込むと、壁面から徐々に溢れ出した大水が噴出され、数秒間空中静止した後、床全面に落ちて、ター・ローに繋がる竹林の中の通り道を示す地図を形成する。
レーザー・フィストの部屋
レーザー・フィストの自室で、内壁に貼り付けられた多数のポスターが目を引き、本部に連行されたケイティとシャーリンが一時ここに案内され、交流する。
中庭
一般兵士たちの訓練場となる広場。
雑居房
地下の空洞にドアを構えた、捕虜を監禁する簡易設備。ウェンウーの目的に反対したシャン・チーたちは、一時ここに閉じ込められる。
スラッタリーの居房
雑居房の奥に構えられた、スラッタリー用の居室。ここも空洞に、役者の控え室の設備と同等のインテリアが置かれた居住空間となっており、捕虜となったスラッタリーは、ここに監禁されて“モーリス”と暮らしながら、“道化”の役割を担う日々を送っていた。そして、同じく監禁されたシャン・チーたちと出会う。
地下道
シャーリン曰く、「父（ウェンウー）が（雑居房脇に）開通させた」駐車場への抜け道。シャーリンは16歳の頃の“家出”した際にこの抜け道を使い、彼女からそれを知らされたシャン・チーたちもここから駐車場へ脱出する。
立体駐車場
構成員らの車両が複数台置かれた地下エリア。地上へ繋がるトンネルの片方には、構成員の5本指の指紋認証で開閉するゲートが設けられていて、シャン・チーたちは、ここでテン・リングスの追手とカーチェイスを展開し、本部を脱出する。
ヘリポート
組織専用ヘリコプターの発着場。
シャーリンが組織を掌握すると、施設の外壁に多数のタギングやデコレーションが施されるなど、彼女好みに改装される。
アフガニスタン支部
ラザ・ハミドゥミ・アル＝ワザール率いる支部。所属するゲリラたちが英語のほか、アラビア語やパシュトー語、モンゴル語、ロシア語、ハンガリー語など数多くの言語を話す。そのため、ニュースでは「無国籍テロリスト集団」と呼ばれていた。この支部は、交差した双刀を囲うモンゴル文字が書かれた10個の輪と縦の帯状の装飾が描かれた絵図を旗章としていた。ラザの指揮下でアジア地域の武力制圧を目指しており、裏でオバディア・ステインと繋がっているため、“スターク・インダストリーズ”製兵器を多数保有していた。
キャンプ（アフガニスタン）
アフガニスタン支部の活動拠点。軍にも見つかりにくい洞窟内に構えられ、スターク社製兵器が多数配備されていた。トニー・スタークやホー・インセンがここで捕虜とされたものの、インセンの捨て身の活躍と“アイアンマン・アーマー マーク1”を装着したトニーの反撃によりこの拠点は壊滅する。
この支部はウェンウーから、「（ラザは）現地の不安定さを利用して上手くやっている」と評されていた。

#### 構成員・捕虜

##### 本部
本部の構成員は、ウェンウーの方針からか創設時から男性のみで占められ、一部の例外を除いて多くの者が武術に長けた漢民族である。シュー・シャーリンが組織を掌握すると、数多くの女性も構成員として加わった。
シュー・ウェンウー（Xu Wenwu）
演 - トニー・レオン（梁朝偉）
日本語吹替 - 山路和弘
登場作品 - 『シャン・チー/テン・リングスの伝説』
テン・リングス（組織）の長。中世時代に手に入れたテン・リングス（腕輪）の無限の力によって諸国を征服し、1000年以上も生き存えつつ莫大な富と権力を得ながら、後継者も求めることなく組織の頂点に立ち続け、世界の覇者にならんとした。その来歴の中で、”ウォーリアー・キング”・“マスター・カーン”・“世界一危険な男”など、複数の名で呼ばれたが、組織の構造と自身の素性を知る者がごく僅かであったことから、彼を本名で呼んだのはリーだけだったと述懐している。
リングの想像を絶する超常的なパワーのみならず、何百年もの鍛錬と実戦経験による卓越した詠春拳の腕前と優れた身体能力から、その戦闘能力と行動力は非常に高く、母語の中国語と英語の双方を流暢に話す語学力も持つほど文武両道を地で行き、世界規模に展開する組織を統括する強烈なカリスマ性まで有している。
平凡な壮年男性然とした第一印象とは裏腹に、武力と権力を追い求め、あからさまな動揺や感情を露わにする様子を全く見せずにあらゆる状況へ対応し、敵対する者は静かに威圧して、弁明の余地も与えずに容赦なく叩きのめすなど、目的のためなら手段を選ばない非道な冷血漢としての顔と、思い込みも激しいほど近視眼的な一面を持つ。
1996年に、ター・ローの噂を聞きつけて赴いた竹林で出会ったリーに戦いを挑み、敗北するも、不思議な力を披露した彼女に一目惚れするほど“愛”を知った。交流の末にリーと結ばれてリングを手放し、組織も活動停止してまで彼女と結婚。息子のシャン・チーと娘のシャーリンを授かり、家族の絆を重んじる良き家庭人として妻子に接するようになった。だが、仕留めてなかった“アイアン・ギャング”にリーの命を奪われたことから復讐の念に取り憑かれ、再びリングを装着し組織も活動再開させて、妻の仇の壊滅を決意。そのために幼いシャン・チーにギャングの多くの抹殺を見せつけた後に暗殺者としての訓練を長年施し、居場所を突き止めたギャングの親玉の抹殺を命じた一方で、自らの主義とリーを思い出すという理由でシャーリンには武術の習得を禁じるなど、息子と娘に“組織の長”としてしか接しなくなったことで去られるという結果を招いた。
組織の長を続けながらも失意の日々を送っていたところに、「ター・ローの中に閉じ込められている」というリーの声を幻聴するようになると、それを信じこみ、妻が命を奪われたことも忘れ、再開したター・ローの研究に執心するようになり、リーを取り戻すためター・ローへと攻め込むことを決意。まず息子の下に娘のものと偽った絵葉書を送るも、進展が無かったことからサンフランシスコやマカオに部下たちを派遣してペンダントの奪取と、子どもたちとの再会を果たした。シャン・チーに自分の片腕兼後継者になるよう勧めたり、食卓で息子の親友のケイティ・チェンにも話しかけ、アメリカのテロリストが自分たち（テン・リングス）を騙って起こしたテロ事件を「笑い話」として聞かせたり、家族への想いも語るなど、無理矢理組織に連れ戻したとはいえ息子と娘に父親としての顔を見せるも、ター・ロー襲撃の協力を反対されると、自分の立場を振りかざし、シャン・チーたちを監禁してしまう。
息子たちには脱走され、ター・ローへ先回りされるが、3日後に組織一丸となってター・ローへ侵攻すると、シャン・チーたちが加勢したター・ローの戦士一同と対決することになり、現地を焼き払うよう部下たちに総攻撃を指示した。大乱闘の傍らで見つけたリーの仏壇に手を合わせると、立ちはだかったシャン・チーに容赦することなく一騎打ちを繰り広げて一度はあしらい、辿り着いたダーク・ゲートを攻撃するも、再び挑んできたシャン・チーにリングを全て操られ、なおもゲートの向こうにいるリーを取り戻せると説得しようとした。そこに、自身を騙していたドウェラー・イン・ダークネスがゲートを破って現れると咄嗟にシャン・チーを庇い、そして自分はドウェラー・イン・ダークネスに捕縛されて魂を吸引されるも、リングをシャン・チーに託して絶命する。
戦いの後、生き残ったター・ローの人々とテン・リングス（組織）の部下たちが行った灯篭流しで、シャン・チーたちからその最期を偲ばれる。
シュー・シャン・チー
ウェンウーの息子である武道家。14歳の頃に組織屈指の暗殺者となり、15歳で父の指示を受けて母の仇討ちを果たすも、その罪悪感に苦しんで組織とウェンウーの元に戻らず失踪した。
シュー・シャーリン
ウェンウーの娘で、シャン・チーの妹。父の取り決めから組織に属することができず、兄と同様に失踪してマカオで“ゴールデン・ダガーズ・クラブ”を運営していた。目的は不明だが、ウェンウーの死後、シャン・チーたちの目を盗んでテン・リングスの新たな長に就く。
マティアス / レーザー・フィスト（Mattias / Razor Fist）
演 - フロリアン・ムンテアヌ
日本語吹替 - 間宮康弘
登場作品 - 『シャン・チー/テン・リングスの伝説』
ウェンウーに仕える兵士の中心的存在であるルーマニア人。右前腕を欠損して無一文だったところをウェンウーに拾われ、生き甲斐を見出した組織の一員となった過去がある。そのため、テン・リングスの一員であることを誇りに思い、忠誠を誓うウェンウーの元を去ったシャン・チーとシャーリンを敵視している。
寡黙でいかめしい容貌のとおり残虐なファイターだが、多数のポスターを貼り付けた本部の自室や、派手な専用車を所有していたり、危機に際して直前まで敵対していたター・ローの戦士たちとの共闘をあっさり受け入れるなど、コメディ・リリーフ的な面もある。
ター・ロー探索の鍵となるペンダントを奪うために、サンフランシスコでバスに乗車していたシャン・チーを兵士数人と共に襲うも、愛用のブレードで車両のブレーキを切断してバスを暴走させた挙句、対抗してきたシャン・チーを捕らえられずに取り逃がしたが、ペンダントの奪取には成功した。
シャーリンのペンダントも奪う目的でゴールデン・ダガーにも足を運んだものの、具体的な活動は描写されず、本部では連行したシャーリンとケイティを自室に案内した後に、シャン・チーたちに専用車を奪取されてしまった。
ター・ロー襲撃では、現地の戦士たちに加勢したシャーリンと交戦した直後に、“ソウルイーター”に魂を吸引されかけるが、イン・ナンに救われると部下に現地の戦士たちとの共闘を指示して魔物の群れに挑んだ。
戦いの後、生き残った部下たちとター・ローの灯篭流しに参加してウェンウーたちを偲ぶが、物語のポストクレジットシーンでは、新たに組織の長の座に就いたシャーリンを彼女の片腕として迎える。
リー・チン・リン / デス・ディーラー（Li Ching-Lin / Death Dealer）
演 - アンディ・リー
日本語吹替 - なし
登場作品 - 『シャン・チー/テン・リングスの伝説』
ウェンウーに副官として長らく仕えている暗殺者。忍び装束のような衣装を着用し、歌舞伎の隈取の様な仮面を付けた独特の出立ちをしており、言葉を発することはなく、正体を知る者もいない。組織の全体の師範としてシャン・チーを幼少期からウェンウーと共に非常に厳しく鍛錬し、あらゆる殺人技術を仕込ませた人物でもある。
ゴールデン・ダガーズ・クラブにレーザー・フィストらと足を運び、シャン・チーたちを強襲してシャーリンからペンダントを奪取するも、シャン・チーと互角以上の格闘戦を繰り広げた末に、敗北寸前にまで追い込まれたが、ウェンウーに救われた。
ター・ロー襲撃では、ナンと白兵戦を展開するも、ダーク・ゲートから出現したソウルイーターに魂を吸引されて死亡する。
トレヴァー・スラッタリー
架空のテロリスト“マンダリン”を「演じていた」元舞台俳優。服役中のところを本物のテン・リングスに脱獄させられ、処刑を受けることになったが、その直前に『マクベス』のワンシーンを演じたことでウェンウーに気に入られ、以降は道化（捕虜）として監禁生活を送っていた。
ジョン・ジョン
かつてゴールデン・ダガーズ・クラブをシャーリンと共に運営していた彼女の右腕。シャーリンがテン・リングスの長になったことで、役割はそのままに、当組織に移籍する。

##### アフガニスタン支部
アフガニスタン支部の構成員は、アラブ系の男性で占められる。
登場作品 - 『アイアンマン』
ラザ・ハミドゥミ・アル＝ワザール（Raza Hamidmi Al-Wazar）
演 - ファラン・タヒール
日本語吹替 - 山野井仁、佐々木勝彦
アフガニスタン支部のリーダーで、鋭い目つきとスキンヘッドが特徴。高学歴で英語も流暢に話す。チンギス・ハンを崇拝し、彼のようにアジア地域の武力制圧を目標としている。捕虜の拷問に容赦無く水責めを行ったり、焼けた石炭を押し当てようとする冷酷で残忍な男である。
オバディアと裏で繋がっており、スターク社製兵器を裏取引する代わりにある人物の殺害を依頼され拉致するが、それがトニーだと知り、報酬に見合わぬとして殺害を拒否。トニーにジェリコを開発・提供させて、利用しようと目論むものの、マーク1に身を包んだトニーに返り討ちにされ、脱出を許してしまった。
だがトニーが逃亡した後、砂漠に散乱していたマーク1の残骸およびその設計図を入手。それらを取引材料に、オバディアへ「パワードスーツの軍団による世界征服」を持ちかけるが、オバディアの“ソニック・テイザー”を使った不意打ちを受け身動きがとれなくなってしまい、その場にいた部下たち共々殺害される。
アブ・バカール（Abu Bakaar）
演 - サイード・バッドレヤ
アフガニスタン支部のゲリラの一人で、ラザの部下たちの代表的な男。捕虜となったトニーとインセンにジェリコ製作を要求。だが頭が弱く、英語は話せないため、トニーとインセンの「（要求承諾は）嘘だ」という呟きは理解できなかった。
トニーの脱走時での行動は描写されなかったが、物語中盤で複数のゲリラを率いてグルミラを襲撃。現地の成人男性を「犬」呼ばわりしながら捕縛しようとするなど村人たちに暴行を働くが、現れたトニーに仲間たちを一蹴されてしまい、別の仲間へ連絡しようとしたところへトニーに捕まって、村人たちに身柄を差し出される。
ホー・インセン
捕虜である外科医兼物理学者のアフガニスタン人。後に同じ捕虜となったトニーを治療し、彼を奮起させて共に脱走を計画するが、トニーのために身体を張って囮となりゲリラの反撃で絶命する。
トニー・スターク
後にパワードスーツを装着するヒーロー“アイアンマン”となる大富豪の天才発明家兼慈善家。アフガニスタンで成功させたジェリコのデモンストレーションの帰路で組織の襲撃を受けて重傷を負い、捕虜となるが、インセンの支えと自己犠牲を受けて脱走する。

##### 所属不明
ジャクソン・ノリス（Jackson Norriss）
演 - スクート・マクネイリー
登場作品 - 『王は俺だ』
テン・リングスの構成員。謹厳な雰囲気を放ち、テン・リングスの支配者を「中世以前からの男たちに影響を与えた戦士」と崇め、右前腕の内側にテン・リングスの旗章を彫っている。また、銃器の扱いや肉弾戦能力にも長ける。
かつて“マンダリン”を名乗ってキリアンの活動に加担したスラッタリーがシーゲート刑務所に収監されると、彼に対処するためドキュメンタリー映像作家に扮して刑務所に赴き、スラッタリーに接触。何も理解しておらず当を得ない話ばかりするスラッタリーに困惑しつつも、数回に渡って彼に取材を行い、最後のインタビューの際に本物のマンダリンがスラッタリーに名を使われたことに激怒していると明かして仲間を呼び、スラッタリーの脱獄の手配をする。

#### 武器・兵器・ビークル
テン・リングス（腕輪）

ブレード
登場作品：『シャン・チー/テン・リングスの伝説』
レーザー・フィストが右前腕先端に装着したアタッチメントから伸長する鋭い刃。特殊な刀身は赤熱化する機能があり、一般の金属なら僅かに接触しただけでもその高熱で溶断してしまう。アタッチメント部分は、別の刀身を装填することも可能で、ター・ローでの魔物の群れとの戦いでレーザー・フィストは、従来の刀身を収納し、落ちていた龍の鱗の朴刀の刃を付け換えている。
デス・ディーラーの苦無
登場作品：『シャン・チー/テン・リングスの伝説』
デス・ディーラーが愛用する苦無。白兵戦において2振りで駆使し、シャン・チーもマカオでデス・ディーラーと対決した際に、1振りを奪い取り振るっている。また、デス・ディーラーは時限爆弾内蔵タイプの苦無も行使する。
一般兵士の装備
登場作品：『シャン・チー/テン・リングスの伝説』
戦闘服
テン・リングス本部の一般兵士が実働任務や本部の警備の際に着用する黒いユニフォーム。ジャケット・ズボン・ブーツと旗章が左胸にあてがわれたボディアーマー・附物が付属する兜を模したヘルメットで構成される。
鈎
主武装の1つである、組織が創設された頃から訓練と世界中での任務に行使されていた刀剣。現代においては、改良によりデザインが一新され、刃に帯電機能が付与されている。シャン・チーも、本部から脱出する際に、1振り分を奪って追手を撃退している。
十字弓
主武装の1つ。発射された帯電ロープが、命中した相手を縛り上げて感電死させる。ター・ローの住人たちとの戦いでは、複数の相手を縛り上げた。なお、この武器と鈎も魔物の群れには通用しなかった。
ジャクソン・ノリスのツール
登場作品：『王は俺だ』
ノリスがスラッタリーへのインタビューで持ち出したツール一式。
ビデオカメラ
市販のビデオカメラと同様の撮影機能に加え、内部でピストルを組み立て、射出する特殊機能付きツール。
マイクロ・デザートイーグル
ビデオカメラからノリスに射出された小型自動式拳銃。刑務所の警備員数人の射殺に使用。
三脚
取り外した本体の脚部分を警棒として使用できる台。抵抗してきたハーマンに使用。
カシオ・データバンク
ノリスが左手首に巻く通信機内蔵腕時計。スラッタリーの身柄を確保した際に、これで仲間を呼ぶ。
オリンピック・アームズ K3B
登場作品：『シャン・チー/テン・リングスの伝説』
リーが幼少期のシャン・チーへテン・リングスの伝説を語る場面に登場した暗殺者が使用。

##### アフガニスタン支部の銃器・ミサイル
アフガニスタン支部は裏でオバディアと繋がっているため、西側諸国の最新銃を多数装備している。
登場作品 - 『アイアンマン』
- ハンドガン
  - H&K USP
- サブマシンガン
  - H&K UMP45
- ライフル
  - M4カービン
    - M4A1（M26 MASS装着モデル）
    - M4A1（M203 グレネードランチャー装着モデル）

  - H&K G36
    - H&K G36KV
    - H&K G36C
    - H&K G36K（AG36装着モデル）

  - SIG SG552
  - IMI ガリル MAR
- ミサイル
  - ジェリコ
  - FGM-148 ジャベリン
  - BGM-71

#### ビークル
- 本部
  - BMW iX3 - レーザー・フィストの専用車である電気自動車。左右のサイドドアの「RAZOR FIST」の英字などの複数箇所のペイント、ナンバープレートに「RZRFST」の英字、青いキドニーグリルに6本の牙のような装飾が施された派手な外観が特徴で、運転席のディスプレイには本部の駐車場の門の開閉に必要な指紋認証装置が搭載されている。シャン・チーたちは、ウェンウーのター・ロー襲撃を知ると、居房から脱出して本車両を奪い、ケイティがハンドルを握り、シャン・チーとシャーリンが追手を一蹴して、助手席に同乗させたスラッタリーとモーリスの案内で竹林も潜り抜け、ター・ローに辿り着く。
  - ランドローバー・110・1990年モデル
  - ベル 206L ロングレンジャー - 1996年時の黒一色のヘリコプター。
  - ベル 429 - 現代の黒一色のヘリコプター。
- アフガニスタン支部
  - M35 2.5tトラック
  - M1エイブラムス

#### 各作品での動向
『アイアンマン』
2009年にアフガニスタンでジェリコのデモンストレーションを成功させて帰路についていたトニーをスターク社の兵器で襲撃。キャンプへ拉致し、解放の条件として自分らにジェリコを作るように命じる。だが、トニーとインセンに対して扉ののぞき窓から内部を覗いたり、カメラ越しの監視程度に見張り役が終始したため、反撃用のパワードスーツ開発を許してしまった。インセンに致命傷を与えたが、トニーには保有兵器を破壊されて脱出され、打撃を負った。
その後、オバディアからの横流しで入手したジェリコを用いてグルミラで猛威を振るい、ラザも回収したマーク1の残骸を用いてオバディアと交渉するものの、“アイアンマン・アーマー マーク3”を装着したトニーや、ラザを見限ったオバディアらによって双方に関わったゲリラが全て一網打尽にされたため失敗に終わり、アフガニスタン支部は全滅する。
『アイアンマン2』
本作ではモスクワにおいて構成員の一人がイワン・ヴァンコ/ウィップラッシュに偽造パスポートを密売している。
『アイアンマン3』では、本作の時点での組織と構成員は登場しないが、キリアンによって、世間へエクストリミスの不適応者の爆死事件をテロと見せかけるために本組織の名と旗章を利用されてしまう。
『王は俺だ』
本作では、逮捕・収監されたスラッタリーへの対処としてノリスらを差し向け、前述のとおりスラッタリーの身柄確保に成功している。
『アントマン』
本作では、ダレン・クロスが“ピム・テック”本社屋で開催した“イエロージャケット”のセールスプロモーションや披露会に構成員が参加。しかし披露会において、イエロージャケットの売り渡しを阻止しようと乗り込んでいたピム父娘やスコット・ラング/アントマンとの乱闘に巻き込まれ、構成員がスコットに殴り倒されたため、イエロージャケット入手は失敗に終わる。
『シャン・チー/テン・リングスの伝説』
本作では、組織の詳細が明らかになり、メインヴィランの勢力として登場。ウェンウーが決定したリーをター・ローから救い出す目的を果たすため、物語前半では、サンフランシスコでレーザー・フィストらがシャン・チーを襲撃。バスの車内で激しい格闘戦を繰り広げ、彼の身柄の捕縛には失敗するも、シャン・チーが持っていたペンダントの奪取は成功。続いてマカオでゴールデン・ダガーズ・クラブに乗り込み、シャーリンや居合わせたシャン・チーたちにも襲いかかり、高層ビルの外周の足場を戦地に激闘を展開。ウェンウーが駆け付けたこともあって、シャーリンのペンダント奪取だけでなく、彼女とシャン・チーを捕らえて本部への連行を果たした。
ペンダントの効果でター・ローへの逕路が明らかになると、ウェンウーの指示で現地への襲撃を清明節の日に決行。ター・ローに侵攻すると、シャン・チーたちが加わった現地の戦士たちと大乱闘となるも、やがて解き放たれたドウェラー・イン・ダークネス率いる魔物の群れに対して、皮肉にもター・ローの戦士たちと共闘することになった。出現した“グレート・プロテクター”の助力を得たシャン・チーたちによって魔物の群れが全て倒されると、残されたレーザー・フィストらは、灯籠流しに参加して今回の戦いで命を落としたウェンウーをはじめとする組織の戦士たちを偲んだ。
物語のラストではシャーリンが長の座に就き、彼女の下で組織はゴールデン・ダガーズ・クラブを組み込み、女性の武道家も多数在籍するように再編される。
『ホワット・イフ...?』
第6話
アース32938におけるテン・リングス（組織）のアフガニスタン支部が登場。正史のアフガニスタン支部と同様に、アフガンの道中でトニー・スタークをスターク社の兵器で襲撃して追い詰めるが、そこに現れたエリック・キルモンガー（ウンジャダカ）によって阻止され、返り討ちに遭う。
『ミズ・マーベル』では、当組織と構成員は登場しないが、本作の第3話冒頭の回想シーンで、“クランデスティン”が“バングル”を発見した1942年のイギリス占領下のインドにある遺跡若しくは廃墟のような場所の地面に当組織の旗章が刻まれていた。